# Grammy Award para Produtor do Ano, Não Clássico
O Grammy Award para Produtor do Ano, Não Clássico (no original em inglês: Grammy Award for Producer of the Year, Non-Classical) é um prêmio concedido a produtores musicais por trabalhos de excelência na música não clássica durante o Grammy Awards, cerimônia criada em 1958 e originalmente chamada de Gramophone Awards. A premiação, realizada anualmente pela Academia de Gravação dos Estados Unidos, celebra "a conquista artística, a proficiência técnica e a excelência geral na indústria fonográfica, independentemente de vendas de álbuns ou posição nas paradas musicais".
O prêmio foi entregue pela primeira vez no Grammy Awards de 1975. Segundo o guia de descrição das categorias do 52.º Grammy Awards, a honraria é destinada a produtores que "demonstram uma criatividade consistentemente excepcional no campo da produção musical". A partir de 2024, a categoria integra o campo geral. Este é o único prêmio anunciado durante a pré-cerimônia e reconhecido na cerimônia principal.

## Vencedores e indicados

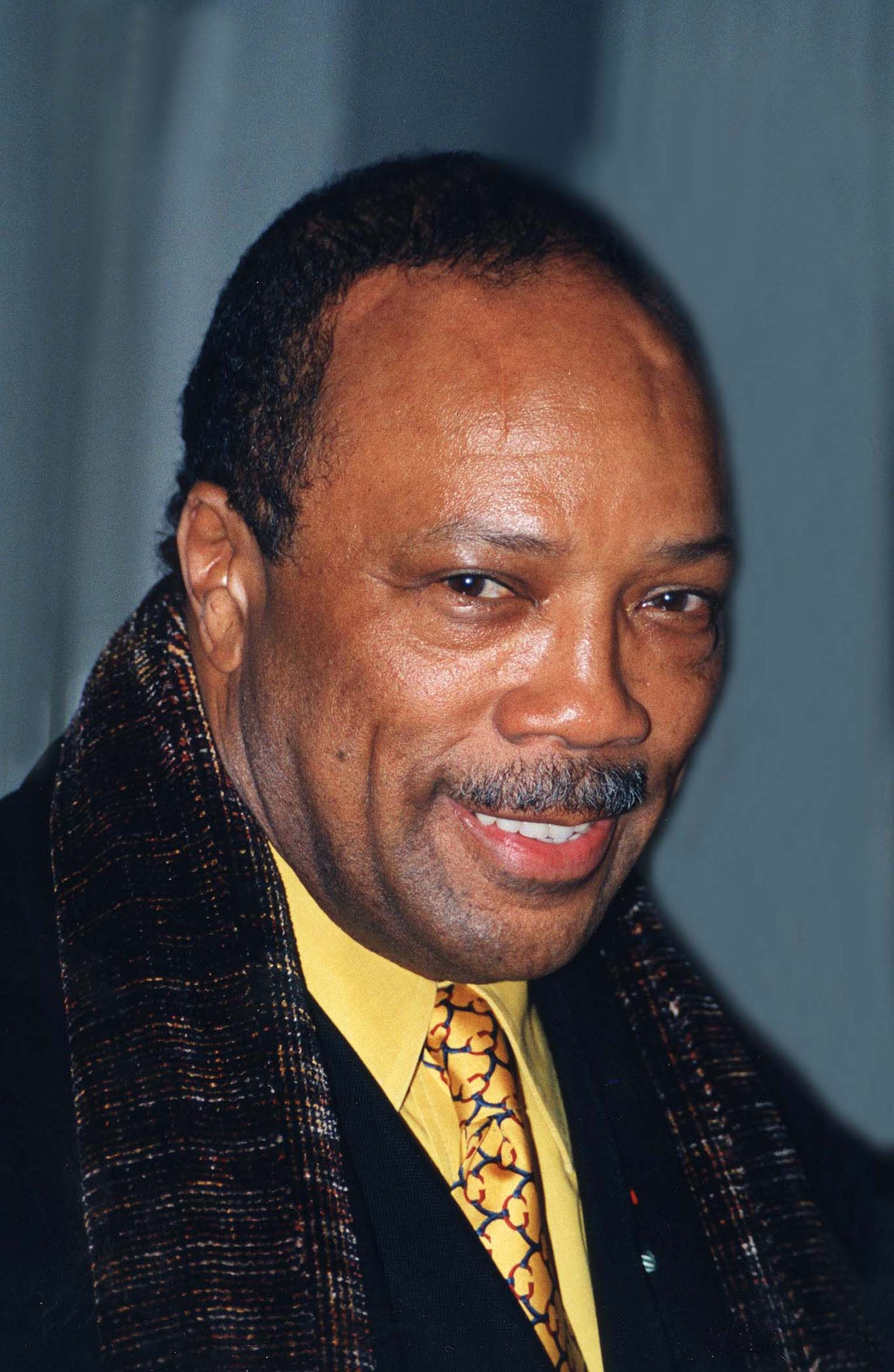
Quincy Jones venceu três vezes.

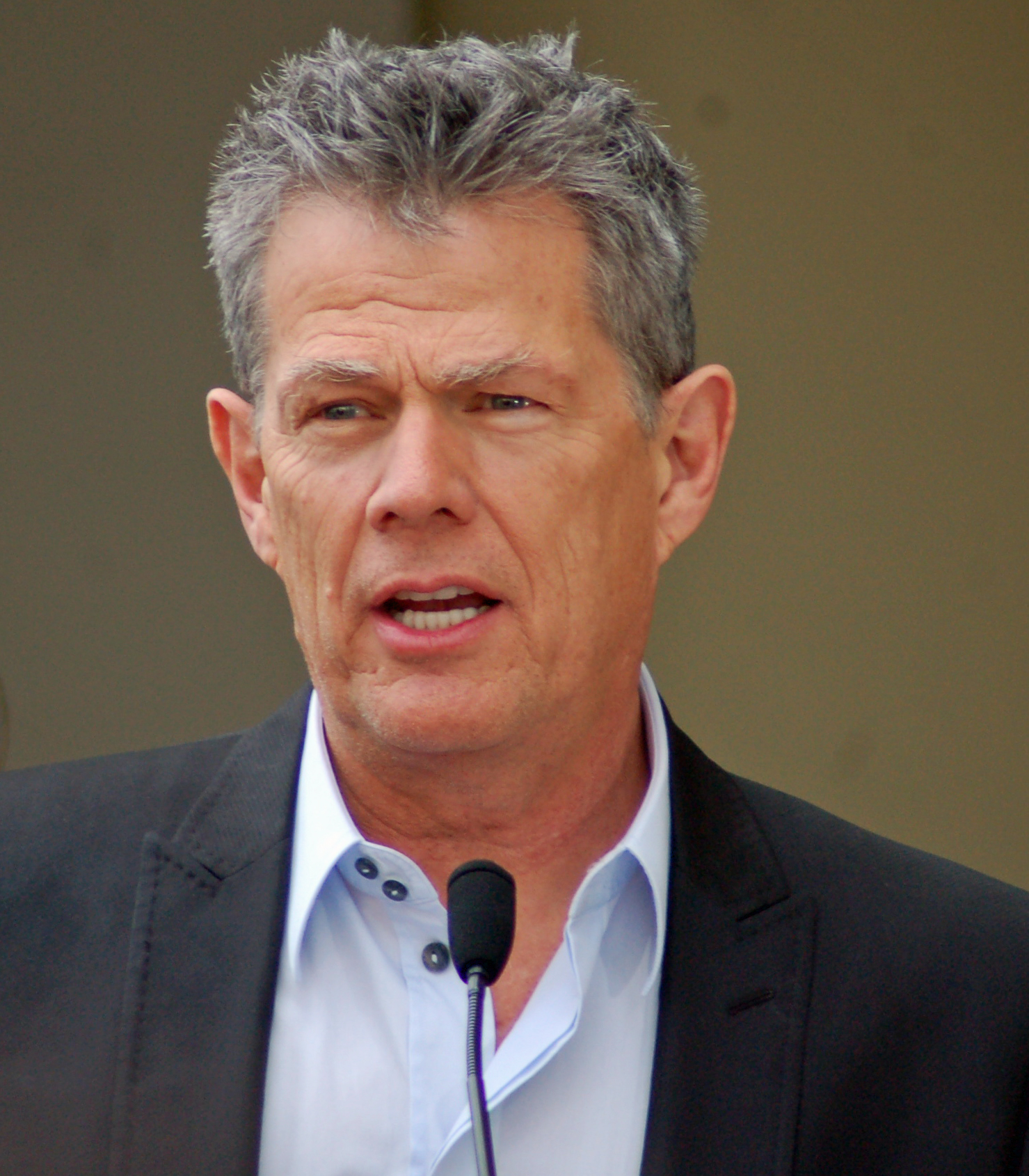
David Foster venceu três vezes.

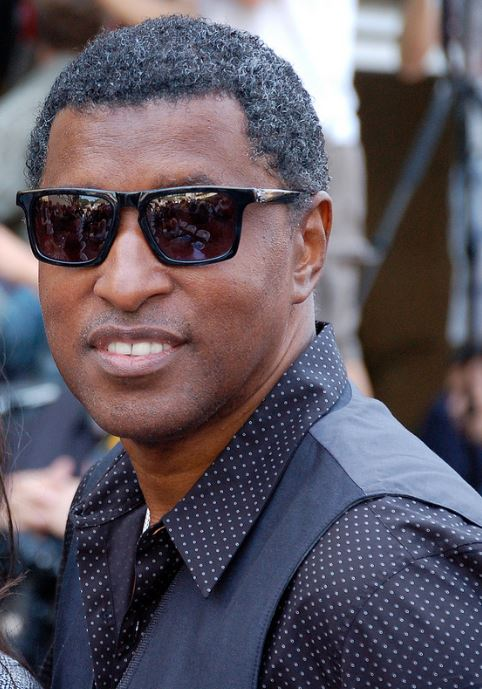
Babyface detém o recorde de mais vitórias, com quatro.

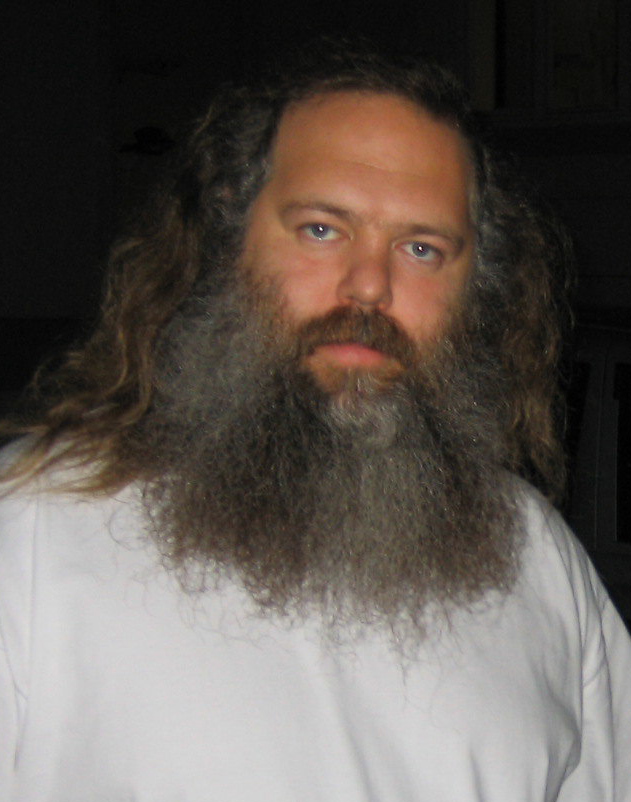
Rick Rubin venceu duas vezes.

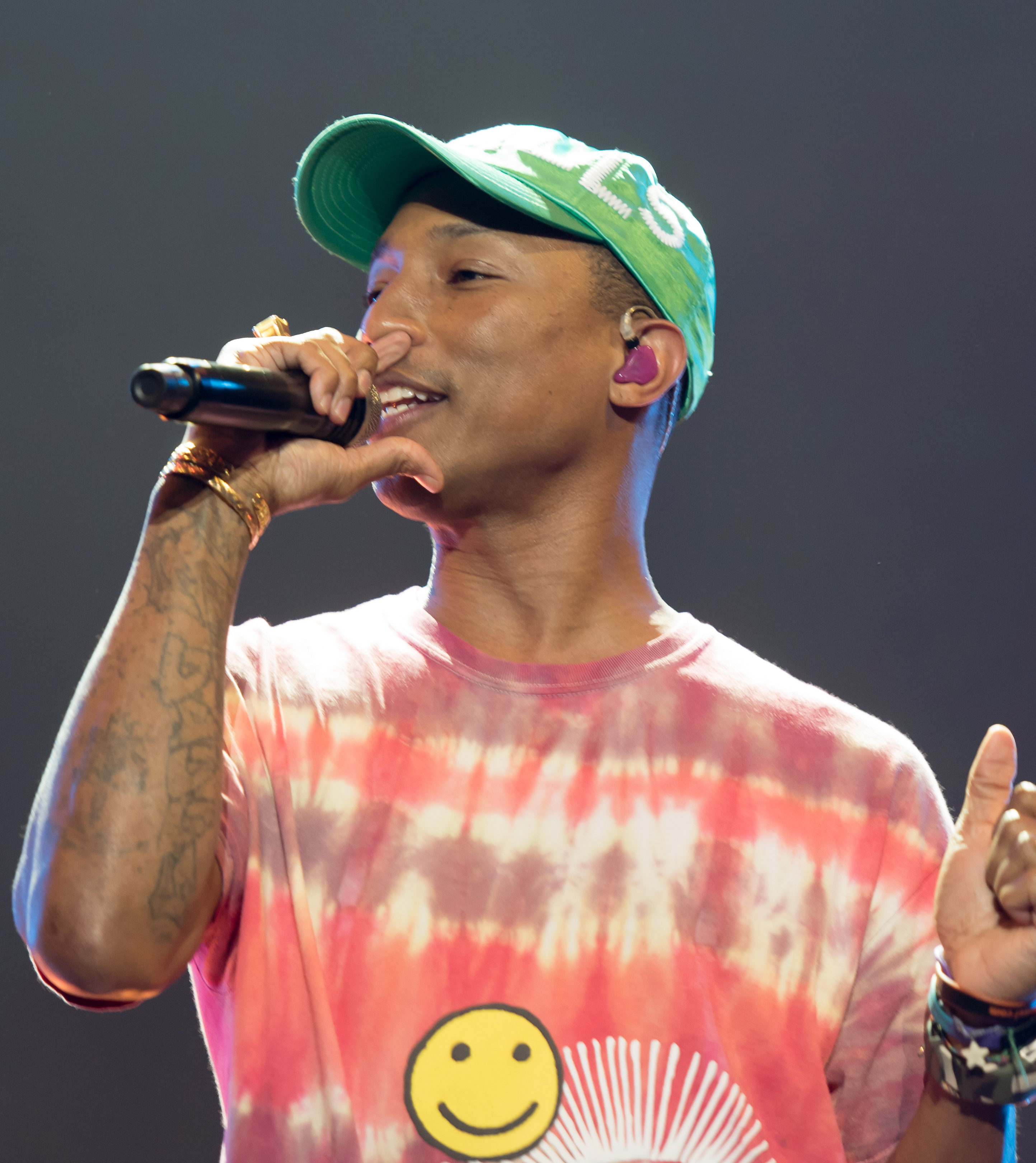
Pharrell Williams venceu três vezes.

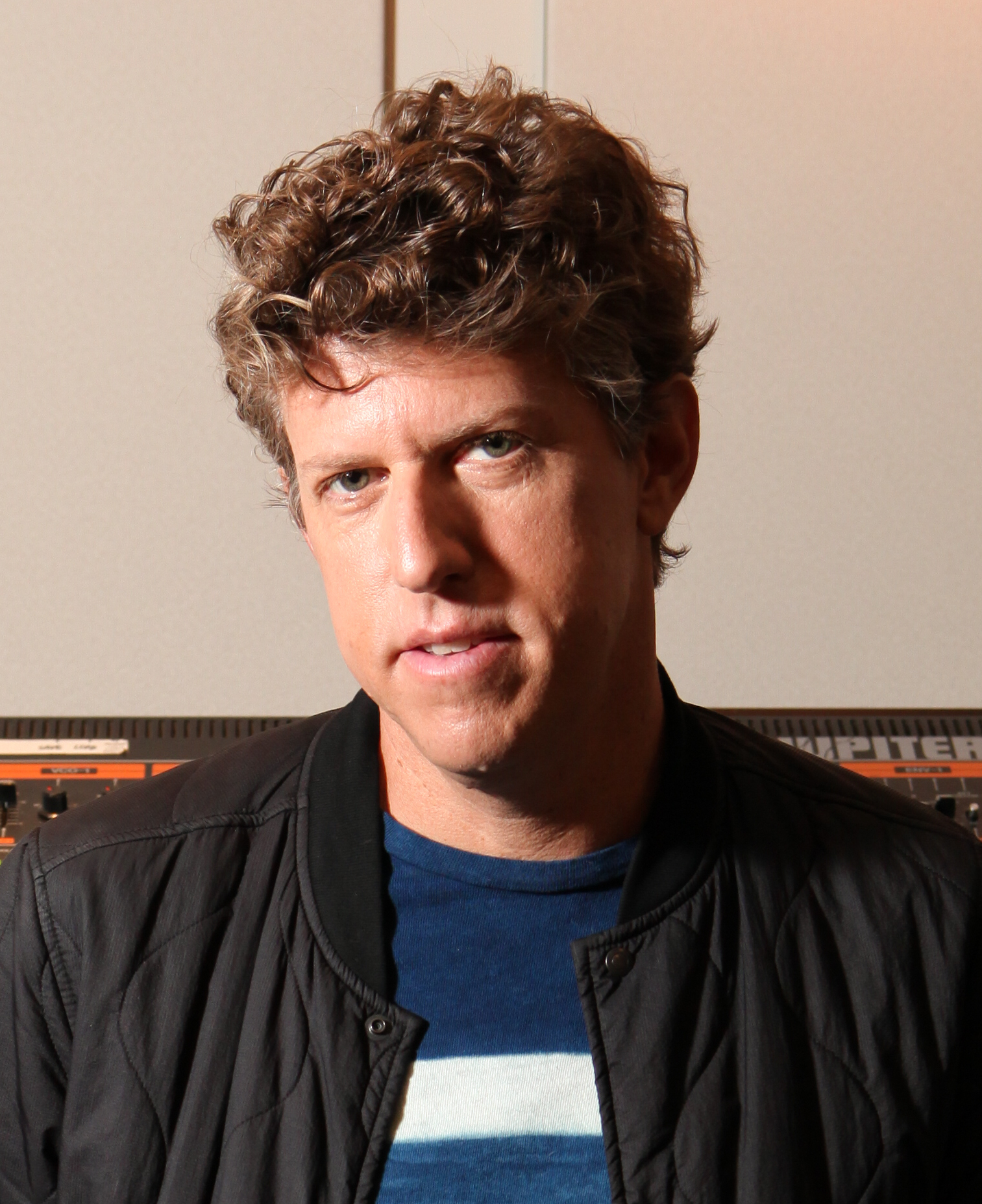
Greg Kurstin venceu duas vezes.

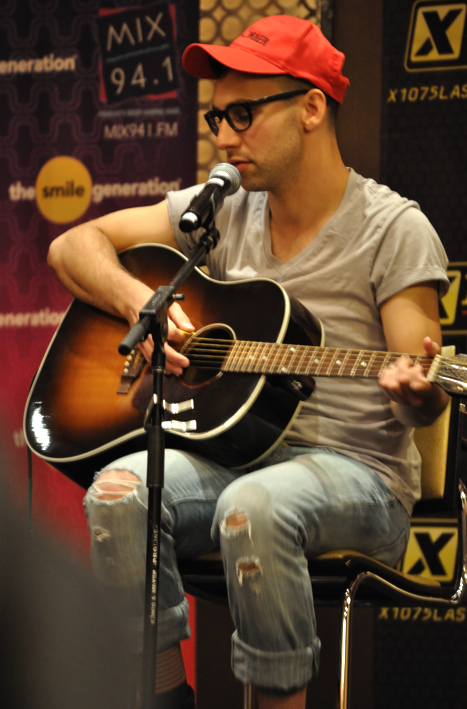
Jack Antonoff venceu três vezes.

### Década de 1970
| Ano  | Vencedor                                    | Indicados                                                                                               | Ref.  |
| ---- | ------------------------------------------- | --- | ----- |
| 1975 | Thom Bell                                   | - Rick Hall - Lenny Waronker - Stevie Wonder - Billy Sherrill                                           | [ 4 ] |
| 1976 | Arif Mardin                                 | - Dennis Lambert, Brian Potter - Bill Szymczyk - Peter Asher - Gus Dudgeon                              | [ 5 ] |
| 1977 | Stevie Wonder                               | - Richard Perry - Lenny Waronker - Joe Wissert                                                          | [ 6 ] |
| 1978 | Peter Asher                                 | - Richard Perry - Bill Szymczyk - Bee Gees, Albhy Galuten, Karl Richardson - Kenneth Gamble & Leon Huff | [ 7 ] |
| 1979 | Bee Gees, Albhy Galuten and Karl Richardson | - Peter Asher - Phil Ramone - Quincy Jones - Alan Parsons                                               | [ 8 ] |

### Década de 1980
| Ano  | Vencedor                                                              | Indicados | Ref.   |
| ---- | --------------------------------------------------------------------- | --- | ------ |
| 1980 | Larry Butler                                                          | - Mike Chapman - Quincy Jones - Ted Templeman - Maurice White                                                            | [ 9 ]  |
| 1981 | Phil Ramone                                                           | - Quincy Jones - Michael Omartian - Queen e Mack - Stevie Wonder                                                         | [ 10 ] |
| 1982 | Quincy Jones                                                          | - Val Garay - Arif Mardin - Lionel Richie - Robert John Mutt Lange, Mick Jones                                           | [ 11 ] |
| 1983 | Toto                                                                  | - Gary Katz - John Cougar Mellencamp, Don Gehman - David Foster - Quincy Jones                                           | [ 12 ] |
| 1984 | Michael Jackson e Quincy Jones                                        | - James Anthony Carmichael e Lionel Richie - Jay Graydon - Quincy Jones - Phil Ramone                                    | [ 13 ] |
| 1985 | EMPATE: James Anthony Carmichael e Lionel Richie EMPATE: David Foster | - Prince & The Revolution - Robert John Mutt Lange, The Cars - Michael Omartian                                          | [ 14 ] |
| 1986 | Phil Collins and Hugh Padgham                                         | - David Foster - Don Henley, Danny Kortchmar and Greg Ladanyi - Mark Knopfler e Neil Dorfsman - Narada Michael Walden    | [ 15 ] |
| 1987 | Jimmy Jam and Terry Lewis                                             | - David Foster - Michael Omartian - Paul Simon - Steve Winwood e Russ Titelman                                           | [ 16 ] |
| 1988 | Narada Michael Walden                                                 | - Emilio Estefan e The Jerks - Quincy Jones e Michael Jackson - Daniel Lanois e Brian Eno - John Mellencamp e Don Gehman | [ 17 ] |
| 1989 | Neil Dorfsman                                                         | - Thomas Dolby - David Kershenbaum - L.A. Reid e Babyface - Narada Michael Walden                                        | [ 18 ] |

### Década de 1990
| Ano  | Vencedor                                                         | Indicados | Ref.   |
| ---- | ---------------------------------------------------------------- | --- | ------ |
| 1990 | Peter Asher                                                      | - Emilio Estefan, Jorge Casas and Clay Ostwald - Jimmy Jam and Terry Lewis e Janet Jackson - L.A. Reid e Babyface - Prince - Tears for Fears e David Bascombe | [ 19 ] |
| 1991 | Quincy Jones                                                     | - Glen Ballard - Phil Collins e Hugh Padgham - Mick Jones e Billy Joel - Arif Mardin                                                                          | [ 20 ] |
| 1992 | David Foster                                                     | - Walter Afanasieff e Mariah Carey - Andre Fischer - Paul Simon - Keith Thomas                                                                                | [ 21 ] |
| 1993 | EMPATE: Brian Eno and Daniel Lanois EMPATE: L.A. Reid e Babyface | - Mitchell Froom - Teddy Riley - Bruce Swedien - Chris Thomas                                                                                                 | [ 22 ] |
| 1994 | David Foster                                                     | - Walter Afanasieff - Tony Brown - Bruce Fairbairn - Jimmy Jam and Terry Lewis - Hugh Padgham                                                                 | [ 23 ] |
| 1995 | Don Was                                                          | - David Foster - Trevor Horn - Jimmy Jam and Terry Lewis - Brendan O'Brien                                                                                    | [ 24 ] |
| 1996 | Babyface                                                         | - Glen Ballard - Rick Chertoff - Jimmy Jam and Terry Lewis - Rick Rubin                                                                                       | [ 25 ] |
| 1997 | Babyface                                                         | - David Foster - Don Gehman - Brendan O'Brien - Don Was | [ 26 ] |
| 1998 | Babyface                                                         | - Walter Afanasieff - Paula Cole - Kirk Franklin - Keith Thomas                                                                                               | [ 27 ] |
| 1999 | Rob Cavallo                                                      | - Michael Beinhorn - Tchad Blake - Sheryl Crow - Lauryn Hill                                                                                                  | [ 28 ] |

### Década de 2000
| Ano  | Vencedor          | Indicados                                                                         | Ref.   |
| ---- | ----------------- | --------------------------------------------------------------------------------- | ------ |
| 2000 | Walter Afanasieff | - Rob Cavallo - Dann Huff - Rick Rubin - Matt Serletic                            | [ 29 ] |
| 2001 | Dr. Dre           | - Bill Bottrell - Nigel Godrich - Jimmy Jam and Terry Lewis - Matt Serletic       | [ 30 ] |
| 2002 | T-Bone Burnett    | - Dr. Dre - Gerald Eaton e Brian West - Nigel Godrich - Jimmy Jam and Terry Lewis | [ 31 ] |
| 2003 | Arif Mardin       | - Dr. Dre - Nellee Hooper - Jimmy Jam and Terry Lewis - Rick Rubin                | [ 32 ] |
| 2004 | The Neptunes      | - Nigel Godrich - Jimmy Jam and Terry Lewis - The Matrix - Outkast                | [ 33 ] |
| 2005 | John Shanks       | - T-Bone Burnett - Rob Cavallo - Jimmy Jam and Terry Lewis - Tommy LiPuma         | [ 34 ] |
| 2006 | Steve Lillywhite  | - Danger Mouse - Nigel Godrich - Jimmy Jam and Terry Lewis - The Neptunes         | [ 35 ] |
| 2007 | Rick Rubin        | - Howard Benson - T-Bone Burnett - Danger Mouse - will.i.am                       | [ 36 ] |
| 2008 | Mark Ronson       | - Howard Benson - Joe Chiccarelli - Mike Elizondo - Timbaland                     | [ 37 ] |
| 2009 | Rick Rubin        | - Danger Mouse - Nigel Godrich - Johnny K - will.i.am                             | [ 38 ] |

### Década de 2010
| Ano  | Vencedor          | Indicados                                                   | Ref.   |
| ---- | ----------------- | ----------------------------------------------------------- | ------ |
| 2010 | Brendan O'Brien   | - T-Bone Burnett - Ethan Johns - Larry Klein - Greg Kurstin | [ 39 ] |
| 2011 | Danger Mouse      | - Rob Cavallo - Dr. Luke - RedOne - The Smeezingtons        | [ 40 ] |
| 2012 | Paul Epworth      | - Danger Mouse - The Smeezingtons - Ryan Tedder - Butch Vig | [ 41 ] |
| 2013 | Dan Auerbach      | - Jeff Bhasker - Diplo - Markus Dravs - Salaam Remi         | [ 42 ] |
| 2014 | Pharrell Williams | - Rob Cavallo - Dr. Luke - Ariel Rechtshaid - Jeff Tweedy   | [ 43 ] |
| 2015 | Max Martin        | - Paul Epworth - John Hill - Jay Joyce - Greg Kurstin       | [ 44 ] |
| 2016 | Jeff Bhasker      | - Dave Cobb - Diplo - Larry Klein - Blake Mills             | [ 45 ] |
| 2017 | Greg Kurstin      | - Benny Blanco - Max Martin - Nineteen85 - Ricky Reed       | [ 46 ] |
| 2018 | Greg Kurstin      | - Calvin Harris - No I.D. - Blake Mills - The Stereotypes   | [ 47 ] |
| 2019 | Pharrell Williams | - Boi-1da - Larry Klein - Linda Perry - Kanye West          | [ 48 ] |

### Década de 2020
| Ano  | Vencedor          | Indicados                                                                           | Ref.   |
| ---- | ----------------- | ----------------------------------------------------------------------------------- | ------ |
| 2020 | Finneas O'Connell | - Jack Antonoff - Dan Auerbach - John Hill - Ricky Reed                             | [ 49 ] |
| 2021 | Andrew Watt       | - Jack Antonoff - Dan Auerbach - Dave Cobb - Flying Lotus                           | [ 50 ] |
| 2022 | Jack Antonoff     | - Rogét Chahayed - Mike Elizondo - Hit-Boy (Chauncey Alexander Hollis) - Ricky Reed | [ 51 ] |
| 2023 | Jack Antonoff     | - Dan Auerbach - Boi-1da - Dahi - Dernst "D'Mile" Emile II                          | [ 52 ] |
| 2024 | Jack Antonoff     | - Dernst "D'Mile" Emile II - Hit-Boy - Metro Boomin - Dan Nigro                     | [ 53 ] |
| 2025 | Dan Nigro         | - Alissia - Dernst "D'Mile" Emile II - Ian Fitchuk - Mustard                        | [ 54 ] |